# Saint-Genest (Vosges)
Pour les articles homonymes, voir Saint-Genest.
Saint-Genest est une commune française située dans le département des Vosges dans la région Grand Est.

## Géographie

### Géologie et relief
La commune se compose de 252,37 hectares de territoires agricoles (40,44 %) et 372,06 hectares de forêts et milieux semi-naturels (59,62 %), 180 hectares de forêt communale.
Espaces naturels :
- Deux zones naturelles d'intérêt écologique, faunistique et floristique (Znieff) :

Forêt de Rambervillers,
Forêts de Rambervillers, de Charmes et de Fraize.

### Hydrographie et les eaux souterraines
Hydrogéologie et climatologie : Système d’information pour la gestion des eaux souterraines du bassin Rhin-Meuse :
Territoire communal : Occupation du sol (Corinne Land Cover); Cours d'eau (BD Carthage),
Géologie : Carte géologique; Coupes géologiques et techniques,
 Hydrogéologie : Masses d'eau souterraine; BD Lisa; Cartes piézométriques.
La commune est située dans le bassin versant du Rhin au sein du bassin Rhin-Meuse. Elle est drainée par l'Euron, le ruisseau d'Onzaines et le ruisseau de Devant Prays,.
L'Euron, d'une longueur totale de 27,9 km, prend sa source dans la commune, en limite de Rehaincourt et se jette dans la Moselle à Lorey, après avoir traversé dix communes.
Le ruisseau d'Onzaines, d'une longueur totale de 11 km, prend sa source dans la commune  et se jette dans le Durbion à Domèvre-sur-Durbion, après avoir traversé quatre communes.

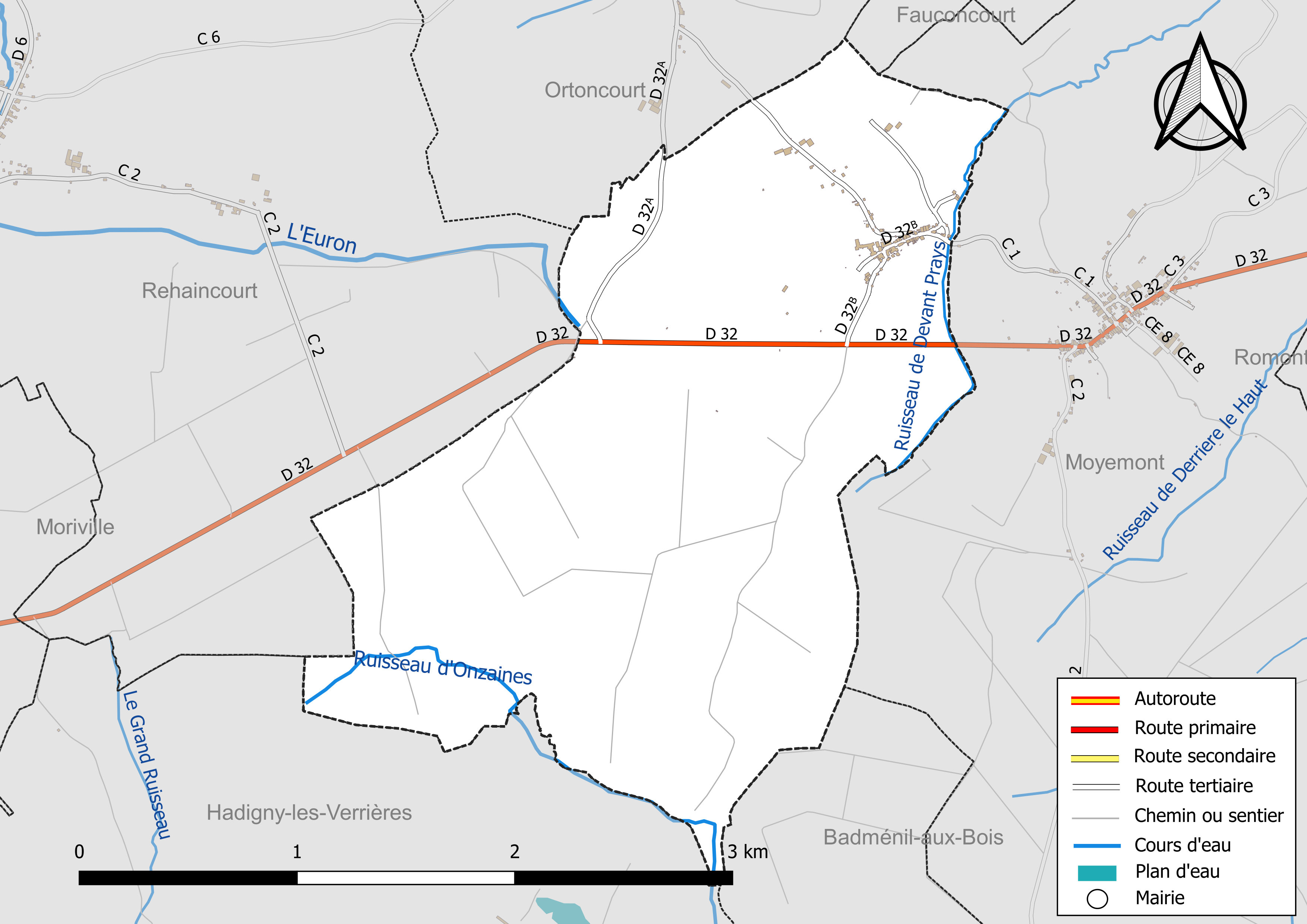
Réseaux hydrographique et routier de Saint-Genest.

La qualité des eaux des cours d’eau peut être consultée sur un site dédié, géré par les agences de l’eau et l’Agence française pour la biodiversité.

### Climat
Pour des articles plus généraux, voir Climat du Grand Est et Climat des Vosges.
En 2010, le climat de la commune est de type climat de montagne, selon une étude du Centre national de la recherche scientifique s'appuyant sur une série de données couvrant la période 1971-2000. En 2020, Météo-France publie une typologie des climats de la France métropolitaine dans laquelle la commune est exposée à un climat semi-continental et est dans une zone de transition entre les régions climatiques « Lorraine, plateau de Langres, Morvan » et « Vosges ». 
Pour la période 1971-2000, la température annuelle moyenne est de 9,3 °C, avec une amplitude thermique annuelle de 16,8 °C. Le cumul annuel moyen de précipitations est de 956 mm, avec 12,6 jours de précipitations en janvier et 10,2 jours en juillet. Pour la période 1991-2020, la température moyenne annuelle observée sur la station météorologique de Météo-France la plus proche, « Roville », sur la commune de Roville-aux-Chênes à 7 km à vol d'oiseau, est de 10,3 °C et le cumul annuel moyen de précipitations est de 833,3 mm. 
La température maximale relevée sur cette station est de 40 °C, atteinte le 25 juillet 2019 ; la température minimale est de −24,5 °C, atteinte le 2 janvier 1971,,. 
Les paramètres climatiques de la commune ont été estimés pour le milieu du siècle (2041-2070) selon différents scénarios d'émission de gaz à effet de serre à partir des nouvelles projections climatiques de référence DRIAS-2020. Ils sont consultables sur un site dédié publié par Météo-France en novembre 2022.

## Urbanisme

### Typologie
Au 1er janvier 2024, Saint-Genest est catégorisée commune rurale à habitat dispersé, selon la nouvelle grille communale de densité à sept niveaux définie par l'Insee en 2022.
Elle est située hors unité urbaine. Par ailleurs la commune fait partie de l'aire d'attraction d'Épinal, dont elle est une commune de la couronne,. Cette aire, qui regroupe 118 communes, est catégorisée dans les aires de 50 000 à moins de 200 000 habitants,.

### Occupation des sols
L'occupation des sols de la commune, telle qu'elle ressort de la base de données européenne d’occupation biophysique des sols Corine Land Cover (CLC), est marquée par l'importance des forêts et milieux semi-naturels (59,9 % en 2018), une proportion identique à celle de 1990 (59,9 %). La répartition détaillée en 2018 est la suivante : 
forêts (59,9 %), terres arables (20,5 %), prairies (19,6 %). L'évolution de l’occupation des sols de la commune et de ses infrastructures peut être observée sur les différentes représentations cartographiques du territoire : la carte de Cassini (XVIIIe siècle), la carte d'état-major (1820-1866) et les cartes ou photos aériennes de l'IGN pour la période actuelle (1950 à aujourd'hui).

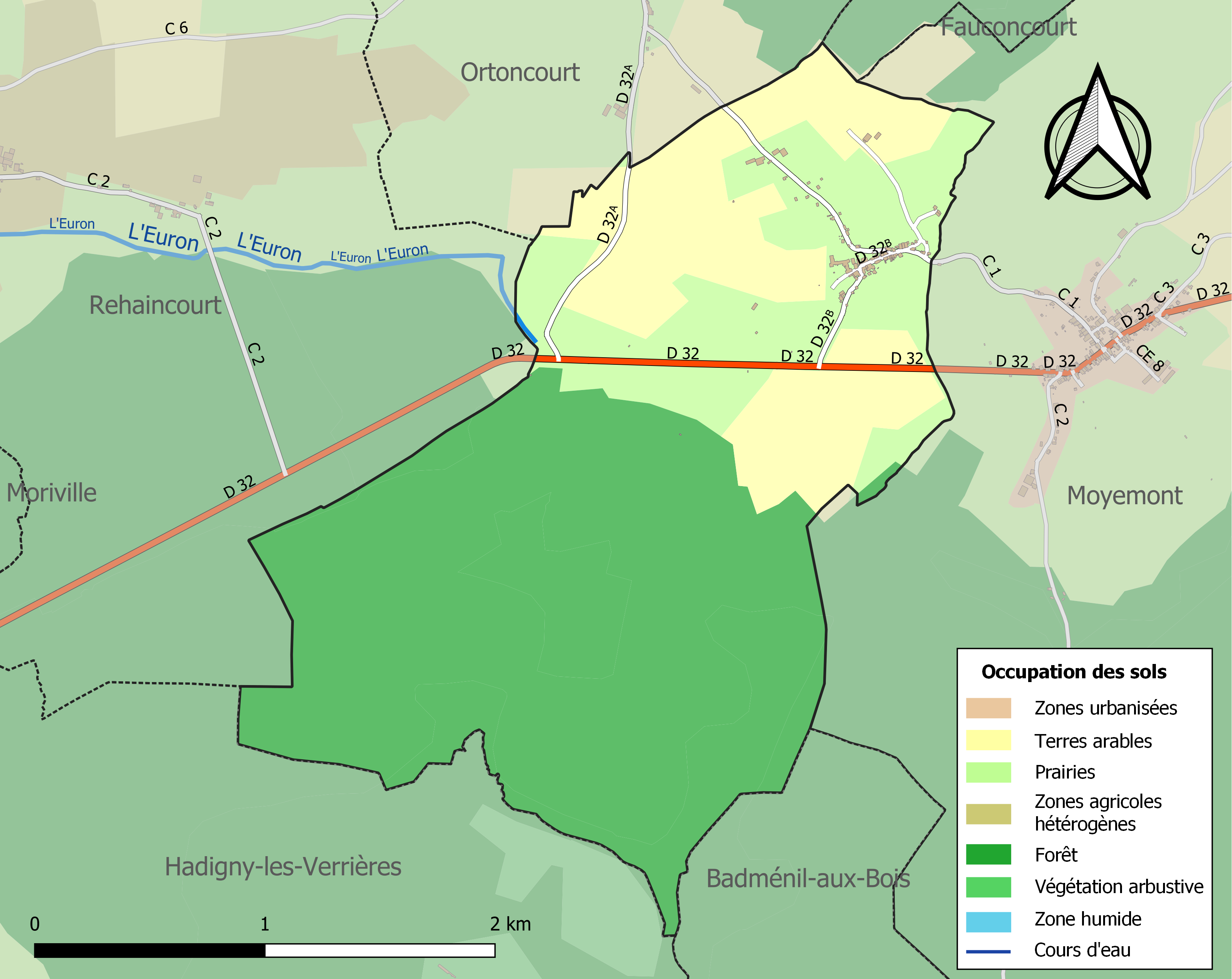
Carte des infrastructures et de l'occupation des sols de la commune en 2018 (CLC).

## Toponymie
Le nom de la localité est attesté sous les formes « Ecclesiæ Sancti Genesii Menimontis » (1062) ; Saint Genoy (XIIIe siècle) ; Sainct Genoy (1349) ; Saingenois (1358) ; Villa de Sancto Genesio (1372) ; Saint Genoix (1413) ; Saint Genois (1629) ; Saint Genest (1773) ; Saint Genois, village appelé aussi Saint Genest (1779).

Saint-Genest est un hagiotoponyme. 

## Histoire
La commune tient son nom d'un saint canonisé au VIIIe siècle, Genès de Rome[réf. nécessaire]. Martyr à Rome en 286, il est fêté le 25 août selon le calendrier grégorien. Selon une légende du IXe siècle, c’est en participant à une parodie de baptême, devant l’empereur Dioclétien, qu’il se prit à son jeu et qu’il joua pour de bon les martyrs, après avoir fait sa confession et l’apologie d’un sacrement, qu’il s’était engagé à ridiculiser sur scène. Il fut flagellé, brûlé, écorché vif et finalement décapité.

## Tradition
Le pèlerinage de Saint-Genest
Charles Charton, auteur de l'annuaire statistique des Vosges rappelait que "Comme Audrey, le village de Saint-Genest a ses pèlerinages, dont l'origine se perd dans la nuit des temps. Ces pèlerinages ont lieu dans la belle saison, et ordinairement les trois jeudis après Pâques. Les pèlerins implorent la protection du saint martyr, se rendent à la fontaine que surmontait autrefois sa statue, et dont l'eau fraiche, limpide et savoureuse a, dit-on, la vertu de guérir certaines maladies".
De nombreux ex-voto, des cannes et des béquilles étaient déposés à la sacristie. C’est dans la période des années 60 que l’abbé, Gilbert SIMOUTRE, va brûler béquilles, bâtons et cannes encore présents dans la sacristie de l’église. Il va également faire don, à différents musées, des derniers ex-voto, laissés par les pèlerins guéris, en remerciement à Saint Genest, Saint patron du village. Un exemplaire : une main en fer forgé, se trouve au MUCEM de Marseille. Elle a d’abord transité par un musée de Paris avant d’arriver à Marseille. La fête des grands jeudis a été supprimée vers 1870, mais le pèlerinage a perduré jusqu'au début du XXe siècle.

### Personnalités liées à la ville
- Médaillés de Sainte-Hélène[23] : Jean-Claude Dupays, Pierre Picot, Jean-Dominique Olivier.

## Lieux et monuments

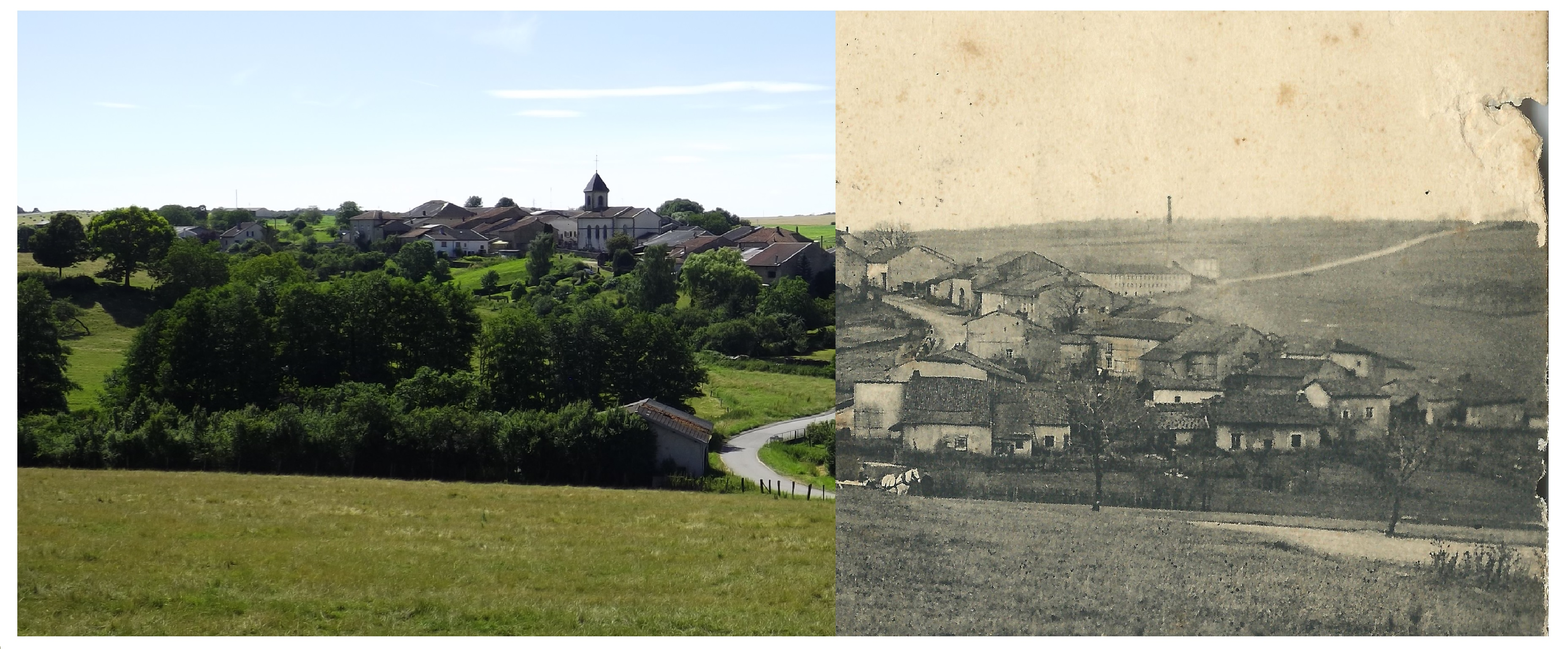
Vue du village en 2012, et vue en 1900 incluant l'ancienne tuilerie.
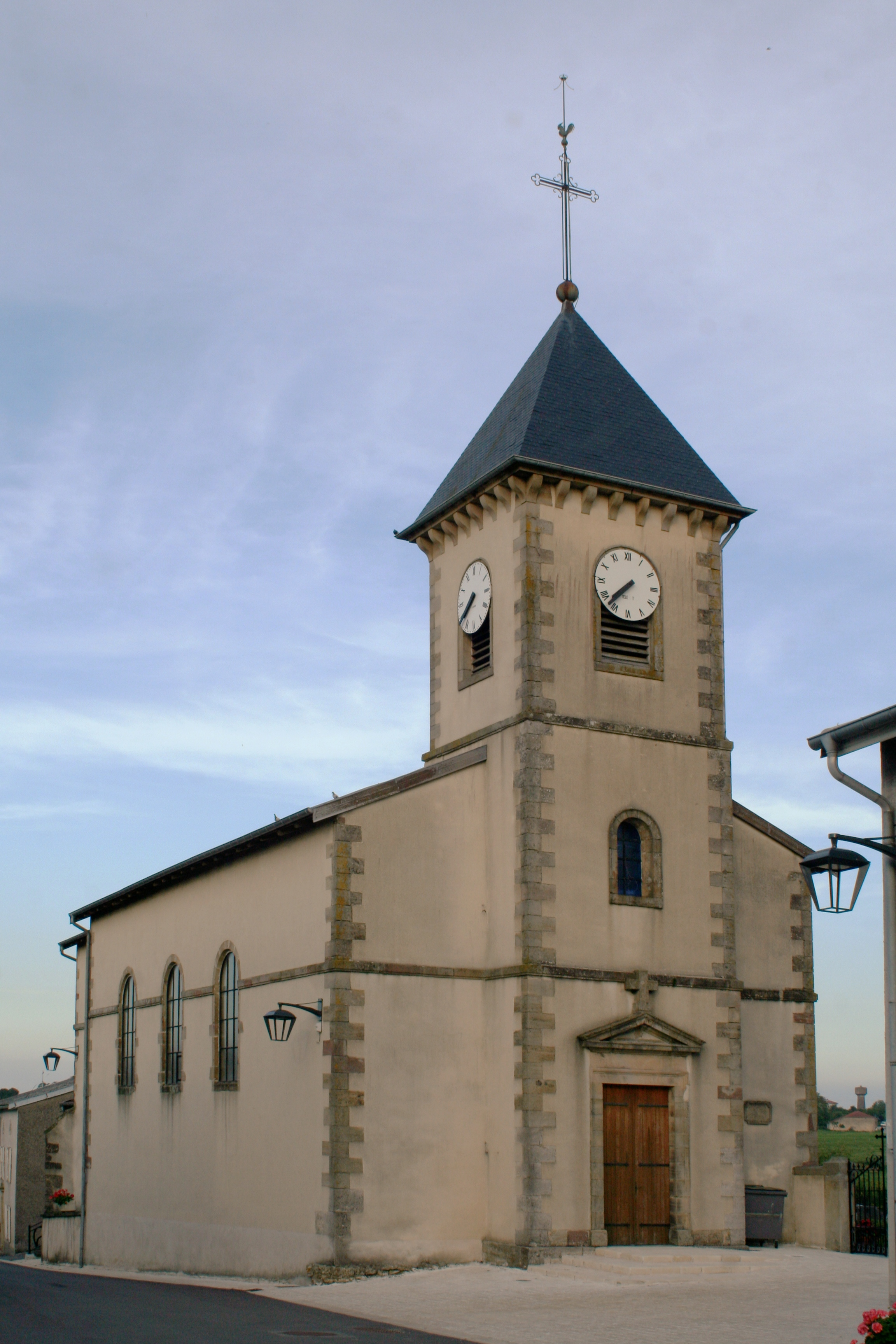
Église de Saint-Genest.
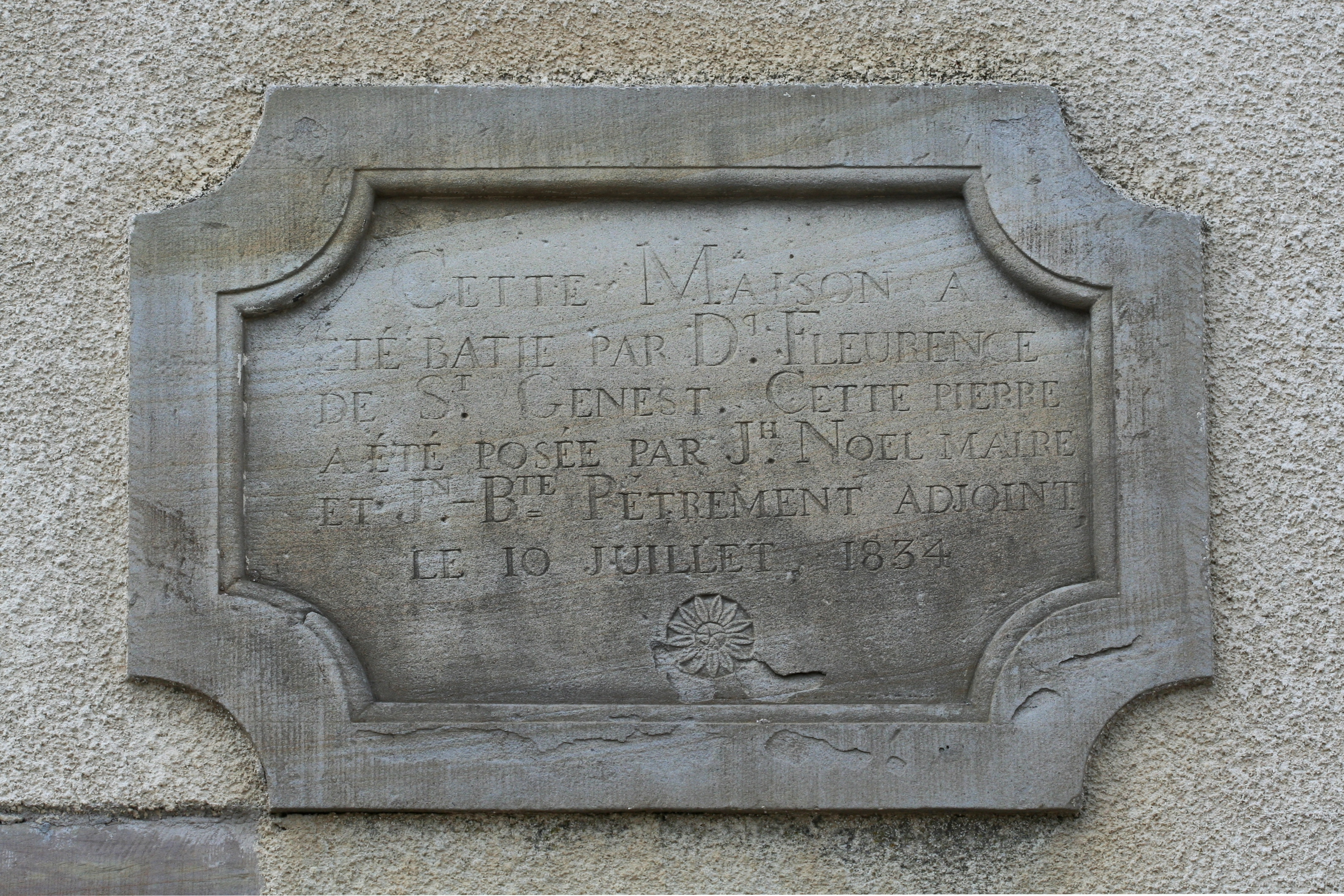
Première pierre de la mairie.
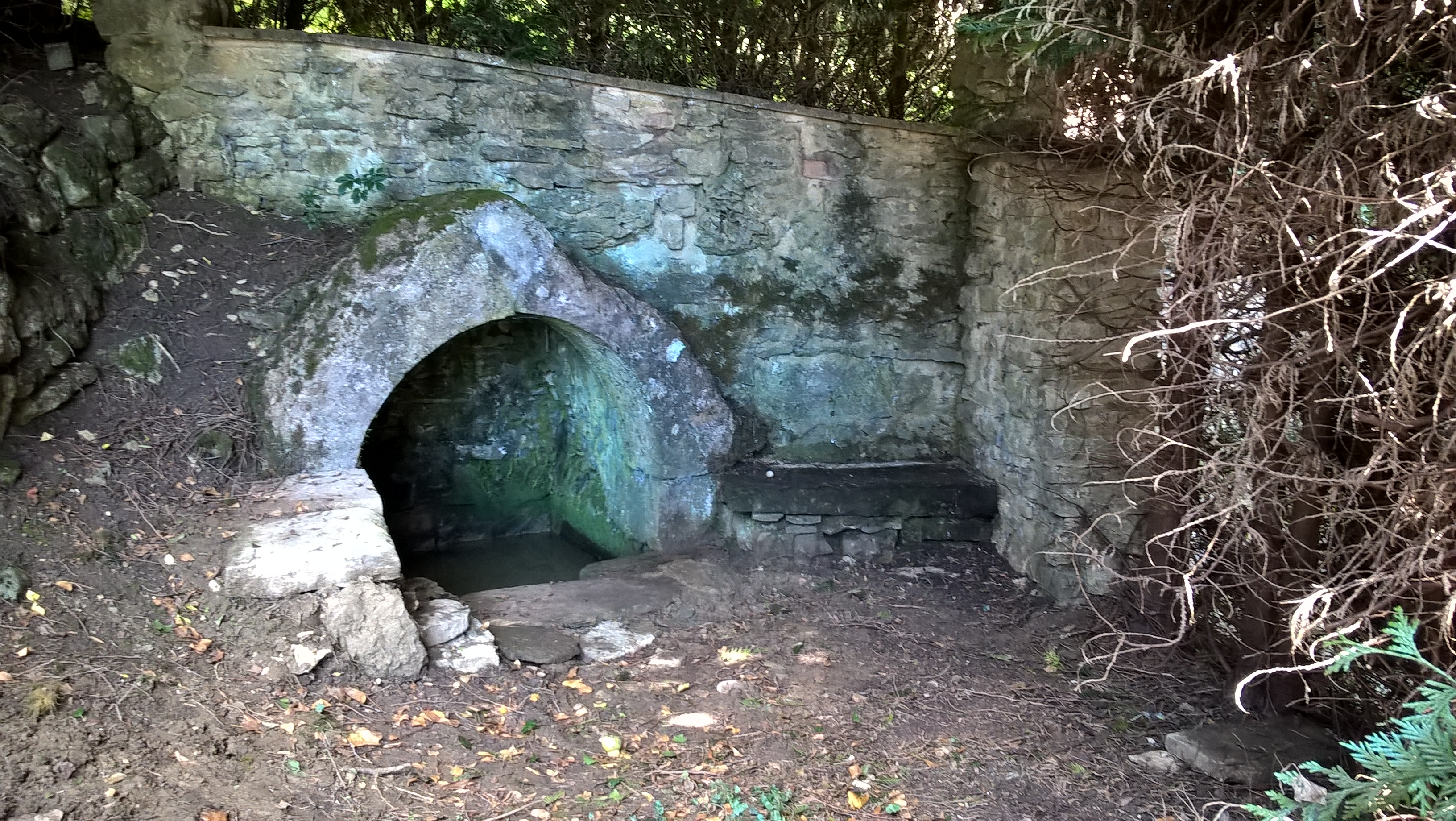
Source, lieu de pèlerinage.

- La mairie, construite en 1834.
- L'église Saint-Genest, reconstruite en 1829[24].
- L'oratoire dédié à Notre-Dame de Bon Secours[25].
- Source à laquelle était attribuée des vertus thérapeutique, en particulier pour les articulations.
- Plaque commémorative dans l'église[26],[27].

## Politique et administration

### Liste des maires
| Période                                  | Période    | Identité      | Étiquette | Qualité    |
| ---------------------------------------- | ---------- | ------------- | --------- | ---------- |
| Les données manquantes sont à compléter. |            |               |           |            |
| 1960                                     | 1992       | René Philippe | SE        |            |
| mars 2001                                | avril 2014 | André Martin  |           |            |
| avril 2014                               | En cours   | Patrick Leroy |           | Technicien |

### Budget et fiscalité 2023

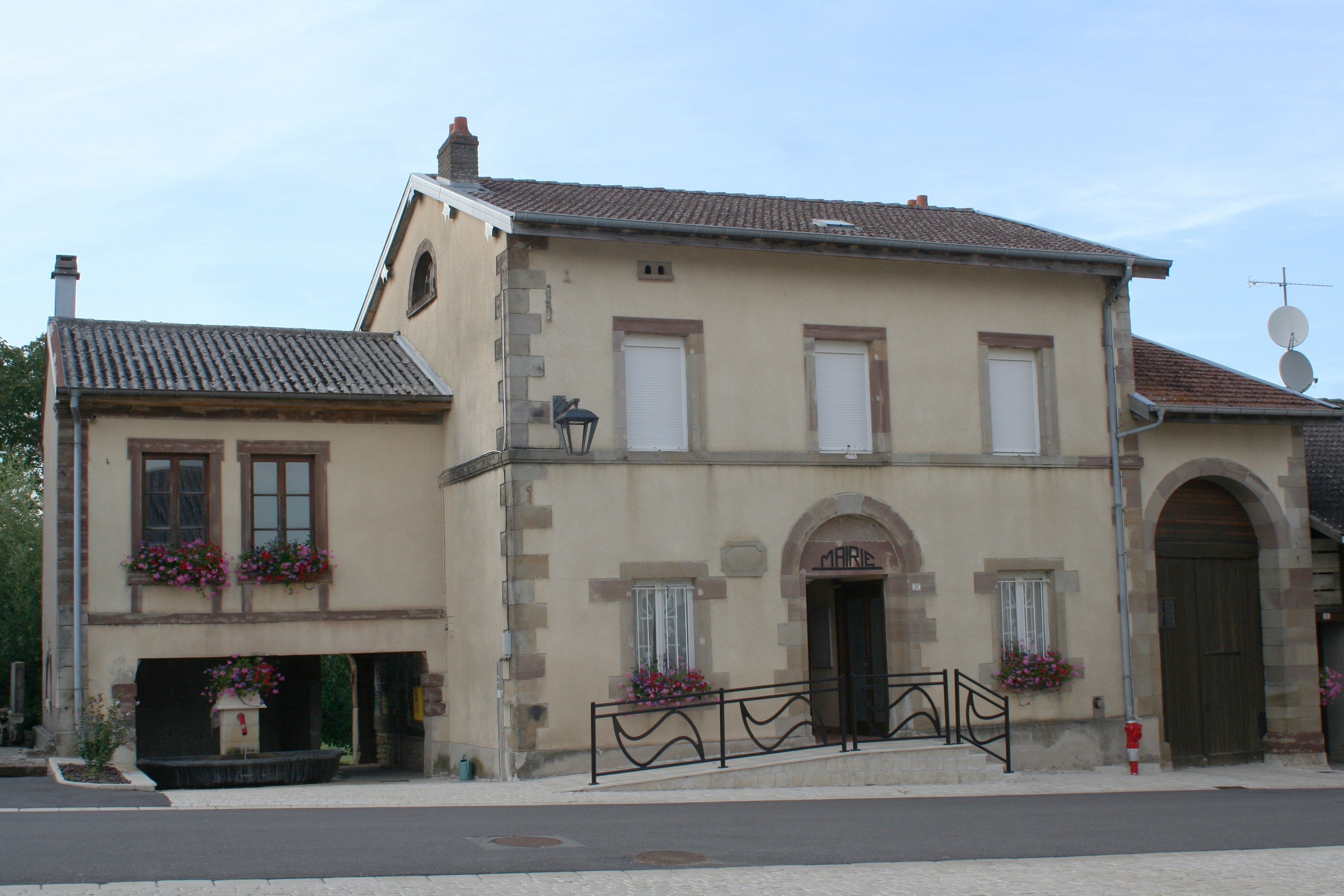
La mairie.

En 2023, le budget de la commune était constitué ainsi :
- total des produits de fonctionnement : 169 000 €, soit 1 234 € par habitant ;
- total des charges de fonctionnement : 108 000 €, soit 789 € par habitant ;
- total des ressources d'investissement : 8 000 €, soit 59 € par habitant ;
- total des emplois d'investissement : 30 000 €, soit 223 € par habitant ;
- endettement : 91 000 €, soit 661 € par habitant.

Avec les taux de fiscalité suivants :
- taxe d'habitation : 14,56 % ;
- taxe foncière sur les propriétés bâties : 30,31 % ;
- taxe foncière sur les propriétés non bâties : 17,73 % ;
- taxe additionnelle à la taxe foncière sur les propriétés non bâties : 0,00 % ;
- cotisation foncière des entreprises : 0,00 %.

Chiffres clés Revenus et pauvreté des ménages en 2021 : médiane en 2021 du revenu disponible, par unité de consommation.

## Population et société

### Démographie

#### Évolution démographique
L'évolution du nombre d'habitants est connue à travers les recensements de la population effectués dans la commune depuis 1793. Pour les communes de moins de 10 000 habitants, une enquête de recensement portant sur toute la population est réalisée tous les cinq ans, les populations de référence des années intermédiaires étant quant à elles estimées par interpolation ou extrapolation. Pour la commune, le premier recensement exhaustif entrant dans le cadre du nouveau dispositif a été réalisé en 2008.

En 2022, la commune comptait 133 habitants, en évolution de −0,75 % par rapport à 2016 (Vosges : −2,96 %, France hors Mayotte : +2,11 %).
| 1793 | 1800 | 1806 | 1821 | 1831 | 1836 | 1841 | 1846 | 1856 |
| ---- | ---- | ---- | ---- | ---- | ---- | ---- | ---- | ---- |
| 210  | 247  | 279  | 288  | 308  | 317  | 329  | 361  | 300  |

| 1861 | 1866 | 1876 | 1881 | 1886 | 1891 | 1896 | 1901 | 1906 |
| ---- | ---- | ---- | ---- | ---- | ---- | ---- | ---- | ---- |
| 303  | 330  | 264  | 249  | 261  | 267  | 235  | 226  | 232  |

| 1911 | 1921 | 1926 | 1931 | 1936 | 1946 | 1954 | 1962 | 1968 |
| ---- | ---- | ---- | ---- | ---- | ---- | ---- | ---- | ---- |
| 212  | 218  | 197  | 190  | 180  | 165  | 133  | 121  | 120  |

| 1975 | 1982 | 1990 | 1999 | 2006 | 2008 | 2013 | 2018 | 2022 |
| ---- | ---- | ---- | ---- | ---- | ---- | ---- | ---- | ---- |
| 110  | 109  | 108  | 126  | 127  | 127  | 132  | 138  | 133  |

### Enseignement
Établissements d'enseignements :
- Écoles maternelles et primaires à Fauconcourt, Rehaincourt, Hadigny-les-Verrières, Romont, Padoux, Moyemont, Saint-Maurice-sur-Mortagne, Roville-aux-Chênes.
- Collèges à Châtel-sur-Moselle, Rambervillers, Thaon-les-Vosges, Charmes.
- Lycées à Roville-aux-Chênes, Thaon-les-Vosges, Épinal.

### Santé
Professionnels et établissements de santé :
- Médecins à Rambervillers, Châtel-sur-Moselle, Girmont, Sercoeur, Nomexy, Magnières, Thaon-les-Vosges.
- Pharmacies à Rambervillers, Châtel-sur-Moselle, Magnières, Portieux, Thaon-les-Vosges.
- Hôpitaux à Rambervillers, Châtel-sur-Moselle, Thaon-les-Vosges, Charmes.

### Cultes
- Culte catholique, Paroisse Notre-Dame-de-la-Mortagne[38], Diocèse de Saint-Dié.

## Économie

### Entreprises et commerces

#### Commerces
- Commerces et services de proximité[39].